# The Love Unlimited Orchestra
The Love Unlimited Orchestra fue una orquesta de música soul, R&B y disco creada por el productor y compositor estadounidense Barry White, como una agrupación de músicos de sesión destinados a proporcionar apoyo musical para White y su recientemente creado trío vocal femenino Love Unlimited, pero tras el éxito del lanzamiento de su sencillo instrumental, Love's Theme, White decide, una vez que contó con la aprobación y el financiamiento, lanzar la orquesta como una entidad propia y componer álbumes completos de forma regular, completando un total de 10 álbumes durante el período de vigencia de la agrupación. 
La orquesta consistía en una sección rítmica fija con una batería, un bajo, un piano (a veces tocado por Barry White) y hasta 5 guitarras que a menudo ejecutaban intrincados patrones musicales. Detrás de la sección rítmica, se encontraba la sección de cuerdas con los instrumentos clásicos, una sección de vientos y una de metales. 
El sonido que Barry White imprimía en la orquesta se convirtió, junto con su voz y sus letras, en su sello característico, evolucionando de un sonido completamente instrumental en su primer álbum, Rhapsody in White (1974), con un marcado estilo R&B y Disco, hasta un sonido más Dance en su álbum "Let 'Em Dance (1981), y un sonido más electrónico y sintético en Welcome Aboard y (1981) su álbum final, Rise (1983).

En 1983, después del lanzamiento del último álbum, la orquesta se disolvió debido a diversas circunstancias, tales como el enorme costo económico que significó su mantenimiento, así como los cambios en el mercado y los estilos musicales, la escasa promoción de su sello musical y la dificultad del propio White para adaptarse a las nuevas corrientes musicales, 

## Integrantes (lista parcial)

### Dirección
- Sid Garris (en giras)
- John Roberts (estudio y giras)
- Webster Lewis (estudio y giras)
- Gene Page (estudio y giras)
- Barry White (estudio y giras)

### Instrumentos

#### Guitarras
- David T. Walker
- Joseph "Joe" Robertson
- Emmett North Jr.
- Steve Guillory
- Clarence Charles
- Melvin Ragin
- Andrew Kastner
- Ray Parker Jr.
- Lee Ritenour

#### Bajo
- Wilton Felder (también es saxofonista)
- Nathan East
- Willie Seastrunk

#### Batería
- Ed Greene
- Delacey White

#### Teclados y piano
- Jack Perry
- Clarence McDonald
- Barry White

#### Cuerdas
- Jack Shulman

#### Otros
- Arpa: Stella Castellucci
- Saxofón: Kenny G
- Saxofón, flautas: Ernie Watts
- Percusión: Bobbye Hall, Gary Coleman, Joe Clayton
- Peter Sterling Radcliffe

## Discografía

### Álbumes
| 1974                                                | Rhapsody in White                               | 8   | 2  | 26 | 7  | 50 | - US: Gold | 20th Century           |
| 1974                                                | Together Brothers                               | 85  | 15 | —  | —  | —  |            | 20th Century           |
| 1974                                                | White Gold                                      | 28  | 10 | 93 | 52 | —  | - US: Gold | 20th Century           |
| 1975                                                | Music Maestro Please                            | 94  | 14 | —  | —  | —  |            | 20th Century           |
| 1976                                                | My Sweet Summer Suite                           | 123 | 35 | —  | —  | —  |            | 20th Century           |
| 1978                                                | My Musical Bouquet                              | 201 | 53 | —  | —  | —  |            | 20th Century Fox       |
| 1979                                                | Super Movie Themes: Just a Little Bit Different | —   | —  | —  | —  | —  |            | 20th Century Fox       |
| 1981                                                | Let 'Em Dance                                   | —   | —  | —  | —  | —  |            | Unlimited Gold Records |
| 1981                                                | Welcome Aboard                                  | —   | —  | —  | —  | —  |            | Unlimited Gold Records |
| 1983                                                | Rise                                            | —   | —  | —  | —  | —  |            | Unlimited Gold Records |
| "—" son discos que no lograron entrar en las listas |                                                 |     |    |    |    |    |            |                        |

### Sencillos
| 1973                                                                  | "Love's Theme"                                                | 1   | 10 | 1  | —  | 9 | 1  | 10 |
| 1974                                                                  | "Rhapsody in White"                                           | 63  | 48 | 34 | —  | — | 63 | —  |
| 1974                                                                  | "Theme from Together Brothers"                                | —   | —  | —  | —  | — | —  | —  |
| 1974                                                                  | "Baby Blues"                                                  | 102 | —  | —  | —  | — | —  | —  |
| 1975                                                                  | "Satin Soul"                                                  | 22  | 23 | 39 | 11 | — | 54 | —  |
| 1975                                                                  | "Forever in Love"                                             | —   | 22 | —  | —  | — | —  | —  |
| 1975                                                                  | "Midnight Groove"                                             | 108 | 91 | —  | —  | — | —  | —  |
| 1976                                                                  | "My Sweet Summer Suite"                                       | 48  | 28 | 30 | 1  | — | —  | —  |
| 1976                                                                  | "Brazilian Love Song"                                         | —   | —  | —  | 1  | — | —  | —  |
| 1977                                                                  | "Theme from King Kong (Part 1)"                               | 68  | 15 | 27 | 7  | — | —  | —  |
| 1978                                                                  | "Hey Look at Me, I'm in Love"                                 | —   | —  | —  | —  | — | —  | —  |
| 1979                                                                  | "Theme from Shaft"                                            | —   | —  | —  | —  | — | —  | —  |
| 1980                                                                  | "Young America"                                               | —   | —  | —  | —  | — | —  | —  |
| 1980                                                                  | "I Wanna Boogie and Woogie with You"                          | —   | —  | —  | —  | — | —  | —  |
| 1981                                                                  | "Vieni Qua Bella Mi"                                          | —   | —  | —  | —  | — | —  | —  |
| 1981                                                                  | "Lift Your Voice and Say (United We Can Live in Peace Today)" | —   | —  | —  | —  | — | —  | 76 |
| 1981                                                                  | "Welcome Aboard"                                              | —   | —  | —  | 59 | — | —  | —  |
| 1982                                                                  | "Night Life in the City"                                      | —   | —  | —  | —  | — | —  | —  |
| 1983                                                                  | "Do It to the Music... Please"                                | —   | —  | —  | —  | — | —  | —  |
| 1983                                                                  | "My Laboratory (Is Ready for You)"                            | —   | —  | —  | —  | — | —  | —  |
| "—" indica que la grabación no entró en la lista o en tal territorio. |                                                               |     |    |    |    |   |    |    |

### Recopilatorios
- ''The Best Of Barry White's Love Unlimited Orchestra''. Lanzado el 1 de septiembre de 1995.
- ''Love Unlimited Orchestra: The 20th Century Records Albums (1973-1979)''. Lanzado el 29 de marzo de 2019.